# فرهنگ وولاستون
فرهنگ وولاستون واژه‌نامه‌ای انگلیسی-فارسی است که تا اوایل قرن بیستم از متداول‌ترین دیکشنری‌ها در ایران بوده‌است. این فرهنگ در سال ۱۸۸۲ میلادی به دست آرتور نایلر وولاستون، ایران‌شناس و اسلام‌شناس، منتشر شد.

## نگارش فرهنگ
وولاستون در مقدمهٔ فرهنگش به نقش شخصی به نام «میرزا باقر» در نگارش این واژه‌نامه اشاره می‌کند که یکی از دوستان نظامی‌اش در بوشهر، او را به عنوان ادیبی برای کمک روانهٔ لندن می‌کند.